# Герб сельского поселения Радовицкое
Герб сельского поселения Радовицкое — официальный символ сельского поселения Радовицкое Шатурского района Московской области Российской Федерации.
Герб утвержден решением Совета депутатов сельского поселения Радовицкое от 27.04.2011 № 7/12 и внесен в Государственный геральдический регистр Российской Федерации под номером 7173.

## Описание герба
«В скошенном слева зеленью и золотом поле, над узкой лазоревой оконечностью, в золоте — зеленый лист папоротника (сообразно скошению), в вольной части — фигуры из гербового щита Московской области».
Герб сельского поселения Радовицкое может воспроизводиться с вольной частью в соответствии со ст. 10 Закона Московской области № 183/2005-ОЗ «О гербе Московской области».

## Обоснование символики
Герб сельского поселения Радовицкое языком символов и аллегорий раскрывает его историю и особенности.
Золотая клиновидная часть поля герба, как бы отсеченная от зелени, аллегорически показывает, что Радовицкое сельское поселение фактически отрезано от территории Шатурского района (символически обозначенной зелёным цветом), являясь своеобразным анклавом.
Главной особенностью Радовицкого сельского поселения являются многочисленные поля торфоразработок, на которых добывался торф для Шатурской ГРЭС как в предвоенные, так и в послевоенные годы. В период Великой Отечественной войны 1941-45 годов Шатурская ГРЭС на 50 % обеспечивала потребности Москвы в электроэнергии. В настоящее время добыча торфа значительно снижена, и его применение в народном хозяйстве изменилось. Сейчас торф перерабатывается в первоклассное удобрение для сельского хозяйства, а также применяется в современных противогазах, как наилучшее средство для очистки вдыхаемого воздуха от отравляющих веществ.
Папоротник в гербе поселения (основа торфа) — аллегория источника энергии и высоких урожаев в сельском хозяйстве.
Символика папоротника в гербе сельского поселения Радовицкое многозначна:
— символ торфяных залежей (папоротник — торфообразующее растение);
— символ древности;
— аллегория мокрого леса (название поселения, вероятно, происходит от слова рада — болото, покрытое угнетенным хвойным лесом).
Цвета герба Радовицкого сельского поселения совпадают с цветами в гербе Шатурского муниципального района, символизируя тем тесные и дружеские связи двух муниципальных образований.
Лазурь — символ возвышенных устремлений, искренности, преданности, возрождения.
Зелёный цвет символизирует весну, здоровье, природу, молодость и надежду.
Золото — символ высшей ценности, величия, великодушия, богатства, урожая.